# Lucioperca (araldica)
In araldica il lucioperca, detto anche sandra, è un pesce non molto usato se non nell'araldica civica. In molti casi simboleggia diritti di pesca. 

## Posizione araldica ordinaria
Il lucioperca, come la maggior parte dei pesci, si rappresenta posto in fascia.

Lucioperca d'azzurro, alettato d'oro (stemma di Burträsk, Svezia)
Troncato ondato d'argento e d'azzurro; nel 1° tre fiamme di rosso, nascenti dalla partizione, nel 2° al lucioperca d'argento (Kuortane, Finlandia)
D'azzurro, al lucioperca d'oro, alla campagna merlata d'argento, murata irregolarmente di nero (Artjärvi, Finlandia)